# Scambus vulgaris
Scambus vulgaris är en stekelart som beskrevs av Setsuya Momoi 1973. Scambus vulgaris ingår i släktet Scambus och familjen brokparasitsteklar. Inga underarter finns listade i Catalogue of Life.